# Лимански парк
Лимански парк је најмлађи парк у Новом Саду, место рекреативних и спортских манифестација. У склопу је Лимана 3, простире се на 12,9 хектара. Настао је изградњом Лимана, кад је одлучено да се засаде топола и врба, а касније је украшен и вредним врстама дрвећа: липом, брезом, храстом, кедром, омориком, украсним шибљем. У оквиру парка је извор питке воде.

## Формирање парка
Насеље Лиман формирано је на инундационој равни реке Дунав. Урбанистичким плановима средином 20. века предвиђена је изградња стамбених блокова у којој је издвојена и локација за зеленило где је данас парк. Педесетих година започела је изградња стамбених блокова, а у циљу стварања повољнијих услова животне средине и што бржег формирања заштитног зеленог појаса у овом делу, на данашњој површини парка вршена је интезивна садња брзорастућим врстама врба и топола у више наврата. Вишедеценијско постојање овог „зеленог простора“ у Новом Саду, његова идентификација са парковским објектом кроз генерације корисника као и све већи притисак на урбано зеленило, довели су до неопходности стављања овог простора у форму парка и захтевали израду пројекта Лиманског парка.

## Карактеристике
Концепцијски, уређење Лиманског парка пројектовано је тако да има карактеристике подунавског пејзажа уклопљеног у градску средину. Парк је дизајниран тако да доминирају масиви зеленила, групе и поједина солитерна стабла на отвореним површинама. При избору врста предност је дата аутохтоним врстама, уз учешће алохтоних врста отпорних на градске услове и песковито земљиште. Иако парк има десет улаза, акценат је на улазима из улице Народног фронта: улаз са северне стране (раскрсница са Булеваром ослобођења) и улаз са западне стране (раскрсница са Шекспировом улицом). На главним улазима доминирају ниже врсте и тиме се омогућава отварање погледа ка унутрашњости парка.

## Флора
Северни улаз карактерише централно постављен ружичњак (Rosa `Niccolo Paganini` и Rosa `Goldmarie`). Централу пешачку променаду прати дрворед црвеног храста (Quercus rubra), алтернатива истом је софора (Sophora japonica). Доминирају три солитерна стабла храста лужњака (Quercus robur). Кроз средишњи део парка, између постојећих топола, провлаче се масиви и веће групе формирани од копривића (Celtis australis),  лужњака (Quercus robur), софоре (Sophora japonica), црвенолисног млеча (Acer platanoides ‘Crimson King’), црног бора (Pinus nigra) и других врста. Ове масиве прате веће отворене травне површине, од којих доминира травњак у југоисточном делу.